# Paralycus
Paralycus (лат.) — род панцирных клещей, единственный в составе семейства Pediculochelidae (надсемейство Cosmochthonioidea). Встречаются по всему миру в умеренных и тропических регионах; однако его находки редки.

## Описание
Клещи микроскопических размеров (около 0,2 мм). Форма тела удлиненная со слабо склеротизированной, полосатой кутикулой. У всех известных видов отсутствуют самцы, что, возможно, указывает на длительное поддержание бесполого размножения. Имеют педоморфную морфологию, при которой взрослые особи сохраняют ювенильные черты, что затрудняет сравнение их черт с чертами других клещей. Субкапитулум с 3-4 парами волосков (h, a, m1, m2) и 2 парами адоральных волосков. Пальпы с 4 свободными сегментами; бёдра пальп и генуа разделены неполным швом. Хелицеры хелатные, с 2 волосками, продорсальный щит не покрывает хелицеры. Трохантер пальп и генуа без волосков.
Обнаружены в различных местообитаниях: в верхних и глубоких слоях почвы (P. lavoipierrei, P. parvulus, P. pyrigerus), под сосновой корой (Paralycus nortoni), в грибных колониях на страницах исторических книг, а также в гнёздах птиц и пчёл; они также встречаются в различных продуктах хранения, включая грибы Auricularia (P. chongqingensis), сушёную ламинарию, плоды лилий (P. longior), головки чеснока, чили, грецкие орехи, анис, бобы и даже мандариновые пирожные. Несмотря на ограниченность данных, клещи-педикулохелиды, по-видимому, используют форезию для неспецифического рассеивания, что позволяет им переноситься в различных средах на разнообразных хозяевах. Они были зарегистрированы на пчёлах (P. raulti), жуке божьей или семиточечной коровке (P. parasiti), крысе и даже курице.
Ископаемые виды Paralycus ekaterinae обнаружен в ровенском янтаре (эоцен, приабонский ярус, 33,9—37,8 млн лет), а Paralycus primus — в бирманском янтаре (меловой период, 99 млн лет).

## Систематика
Известно около 15 видов. Положение рода и семейства на дереве жизни клещей или среди основных линий клещей было предметом споров. Род Paralycus был впервые описан в 1944 году австралийско-британским акарологом Гербертом Уомерсли (1889–1962). В 1946 году Лавуапьер выделил семейство Pediculochelidae для Pediculochelus raulti Lavoipierre, 1946. Однако вид, принадлежащий к Pediculochelidae, был описан ранее как Alicus pyrigerus Berlese, 1905 в семействе Alycidae, поэтому имя Pediculochelus было сведено в синонимы к Paralycus. Исторически Pediculochelidae было одним из самых загадочных семейств клещей в отношении его филогенетического размещения, будучи связанным почти со всеми основными группами внутри отряда Акариформные клещи (Acariformes). Когда Лавуапьер (1946) впервые описал это семейство, он отметил его сходство с некоторыми представителями Tarsonemidae, производной линией в Prostigmata. Позже Бейкер с соавторами (1952) переклассифицировали Pediculochelidae в Astigmata, предложив их в качестве примитивной группы, потенциально промежуточной между Astigmata и подотрядом Oribatida. Без дальнейшего обоснования, но, вероятно, под влиянием этой гипотезы, Кранц (1970) поместил педикулохелид в базальную акариформную группу Endeostigmata (Pachygnathoidea). Однако, Нортон с соавторами (1983), используя кладистический анализ, поместили Pediculochelidae в Oribatida, предложив их в качестве сестринской группы к Haplochthoniidae в базальном надсемействе Protoplophoroidea (Cosmochthonioidea). Впоследствии эта филогенетическая позиция была подтверждена молекулярными данными и анализом мультигенов (Klimov et al., 2017; Pepato and Klimov, 2015). Позднее семейство Pediculochelidae включено в состав надсемейства Cosmochthonioidea (инфраотряд Enarthronota).
- Paralycus chongqingensis Fan, Li & Xuan, 1996 — Китай[9]
- Paralycus daeira Kolesnikov et al., 2023 — Колорадо, США[1]
- †Paralycus ekaterinae Kolesnikov et al., 2025
- Paralycus lavoipierrei (Price, 1973)[10] — Голарктика: восточноевропейская часть России, США (Калифорния) и Австралия
- Paralycus longior Fan, Li & Xuan, 1996 — Китай[9]
- Paralycus nortoni Xu, Zhu, Wu & F.-P.Zhang, 2020 — Китай[11]
- Paralycus parasiti Zhang & Li, 2001[12]
- Paralycus parvulus (Price, 1973) — США (Калифорния)[10]
- Paralycus persephone Kolesnikov et al., 2023 — США (Колорадо)[1]
- Paralycus pricei Kolesnikov et al., 2023 — Южная Африка[1]
- †Paralycus primus Kolesnikov et al., 2025
- Paralycus pyrigerus (Berlese, 1905)[13] — западное Средиземноморье
  - = Alicus pyrigerus Berlese, 1905
- Paralycus raulti (Lavoipierre, 1946) — Южная Африка[14]
  - = Pediculochelus raulti Lavoipierre, 1946